# Neszmélyi vár
A neszmélyi vár (Nagyvár) egy mára elpusztult középkori erősség a Gerecse északnyugati részén, Neszmély közelében. A közelben két másik Árpád-kori vár (Kisvár, Korpás-kő vára) maradványai is megtalálhatóak.

## Fekvése
A vár a falutól délkeletre fekvő 200 méter magas Várhegyen található. A tetőt három oldalról meredek lejtők veszik körül, délkelet felől keskeny gerinccel kapcsolódik a szomszédos Melegeshez.

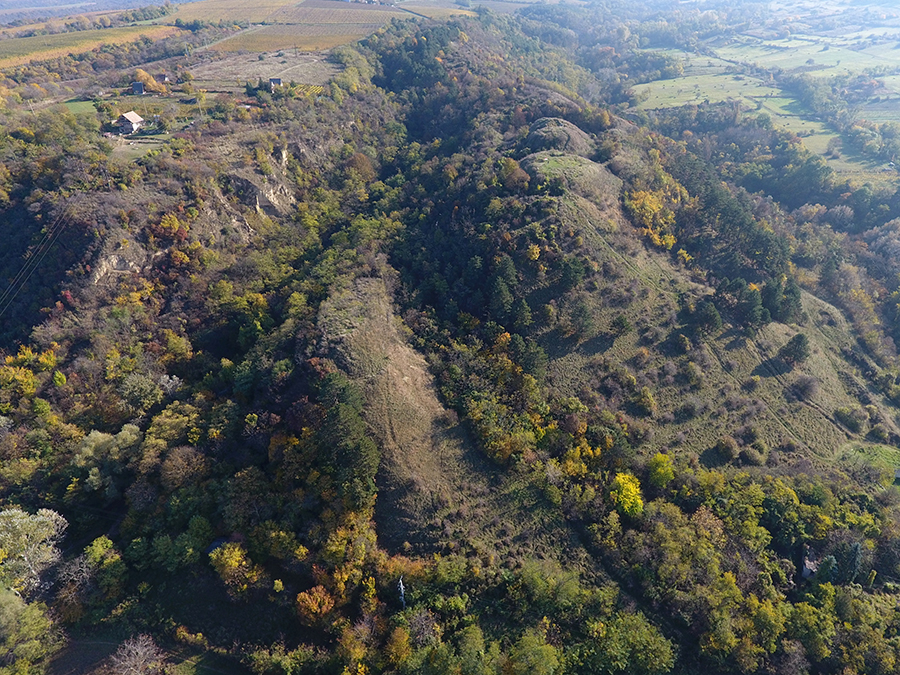
A kisvár légi fotón (Neszmély)

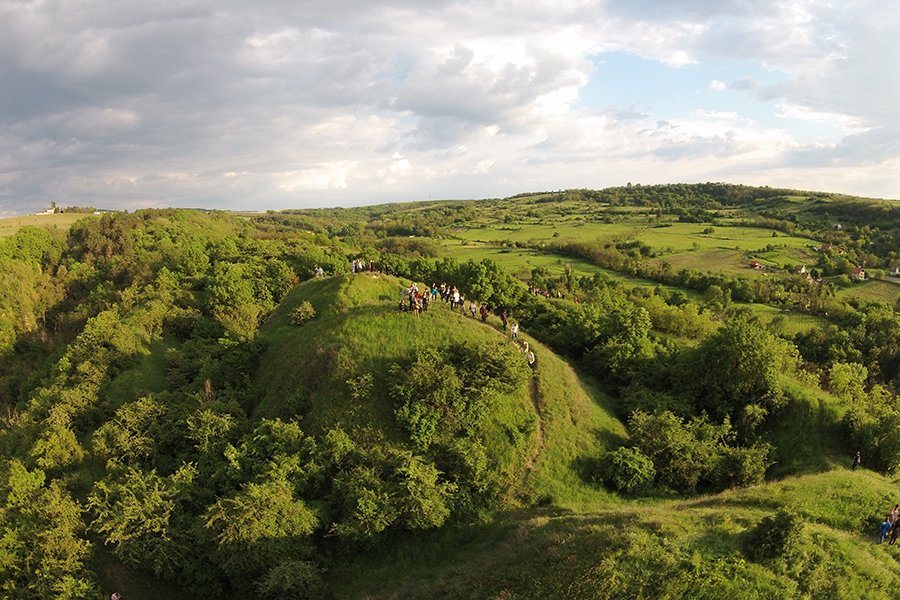
A kisvár légi felvételen (Neszmély)

## Története
Keletkezésének és pusztulásának idejét és körülményeit nem ismerjük. Vélhetően Luxemburgi Zsigmond korában épült, ekkor a Kanizsai család lehetett birtokosa. A vár neve egyetlen oklevélben szerepel, eszerint 1439-ben Albert király a török elleni hadjáratra való készülés közben betegedett meg vérhasban. A titeli táborból megpróbálták Bécsbe szállítani, ám útközben Neszmélynél a romló állapota miatt hosszabb pihenőt tartottak. Néhány nap múlva, 1439. október 27-én itt érte a halál. A helyi néphagyomány szerint a király dinnyére vizet ivott, mert a kíséret távozása után mindenhol szétdobált dinnyehéjakat találtak. A közelben található forrást Király kútjának nevezik. A vár kis mérete, kedvezőtlen, alacsony fekvése a későbbiekben nem tette lehetővé, hogy - akár átépítések árán - komoly katonai szerepet töltsön be. A török időkben a falu elpusztult.

## Feltárása
Bél Mátyás 18. századi leírása szerint a falu szélén álló dombok egyikén egy vár romjai találhatóak. A helyi lakosság szerint a "Gustusok" (gótok) használták, ám a szó eredhet a latin "custos" (őr) kifejezésből is. A leletek (urnák, pénzérmék) alapján a területen már a honfoglalás előtt is volt erődítés.
A vár területén régészeti feltárást nem folytattak. Alaprajzát Virágh D. készítette el.

## Leírása
Megközelítését egy árok nehezítette. A belső vár közepén egy négyzetes alaprajzú, talán a 15. századra keltezhető torony pinceszintjének alapfalai találhatóak meg. Ennek belső átmérője négy, külső pedig nyolc méter. A toronytól nyugatra egy újabb árok választja el a külső várat. A várfalat három oldalról mély szakadékok, a negyedik irányból pedig egy negyven méter széles, tizenöt méter mély árok védte. Ez a Magyarországon ismert legmélyebb várárok.

## A Kisvár
A vártól északkeletre egy másik Árpád-kori erődítmény nyomai találhatóak. Sándorfi György véleménye szerint ezt a Nagyvárnál korábban használták, annak felépülte után elhagyták. Az erősség vélhetően fából épült, máig csak az azt körülvevő árok maradt fenn.

## Korpás-kő vára
A falutól 3,5 kilométerre keletre, a Duna partján álló dombon egy ovális alaprajzú, 10-15 méter széles és két méter mély árokkal határolt erősség állt, melynek északnyugati része a vasúti töltés építesekor semmisült meg. Az itt talált kerámialeletek alapján a várat az Árpád-korban használták.